# Edward Bury
Edward Bury (ur. 18 września 1919 w Gnieźnie, zm. 13 lutego 1995 Krakowie) − polski kompozytor, dyrygent, pianista i pedagog.

## Życiorys
W latach 1937−1944 studiował w Konserwatorium w Warszawie w klasie fortepianu u Zbigniewa Drzewieckiego, kompozycję u Kazimierza Sikorskiego, dyrygenturę u Waleriana Bierdiajewa).
W czasie II wojny światowej organizował tajne koncerty w Warszawie i brał w nich udział jako pianista i dyrygent.
Po wojnie osiadł w Krakowie. W latach 1945−1954 wykładał w Państwowej Wyższej Szkole Muzycznej, od 1952 jako profesor. W latach 1949−1951 dojeżdżał do Bydgoszczy, gdzie był dyrygentem Pomorskiej Orkiestry Symfonicznej. Odtąd występował gościnnie jako dyrygent w filharmoniach krajowych.
Zmarł w Krakowie, pochowany na cmentarzu Salwatorskim (sektor SC11-C-8).

## Kompozycje
- Intermezzo na fortepian (1940)
- Nokturn na fortepian (1940)
- Polonez na fortepian (1940)
- Veni Creator na chór mieszany (1942)
- Stabat Mater na chór mieszany (1943)
- Wariacje i fuga na fortepian (1945)
- Mała suita na orkiestrę symfoniczną (1950)
- Tryptyk na orkiestrę symfoniczną (1952)
- Uwertura koncertowa na orkiestrę symfoniczną (1954)
- Suita giocosa na orkiestrę symfoniczną (1956)
- Suita fantastyczna „Maski” na orkiestrę symfoniczną (1957)
- Suita symfoniczna na chór mieszany i orkiestrę (1959)
- Symfonia nr 1 „Wolności” (1960)
- Sancte Vincenti (Invocatio) na chór męski (1960)
- Evangelli factus sum minister (Responsorium) na chór męski (1960)
- Oculus Dei respexit (Responsorium) na chór męski (1960)
- Messis guidem multa na chór męski (1960)
- Sześć pieśni na chór mieszany (1960)
- Symfonia nr 2 „Koncertująca” na flet, obój, klarnet, fagot, trąbkę, marimbafon i orkiestrę symfoniczną (1962)
- Cztery pieśni na chór męski (1963)
- Obrazy Tysiąclecia na chór mieszany (1963)
- Symfonia nr 3 „Mówi prezydent John F. Kennedy” na głos recytujący, chór mieszany (ad libitum) i orkiestrę symfoniczną (1964)
- Hymn tysiąclecia na chór mieszany i orkiestrę (1965)
- Symfonia nr 4 Da timpani a tutti na bas solo, chór mieszany i orkiestrę symfoniczną (1966)
- Tryptyk żartobliwy na chór mieszany (1966)
- Introitus - Gaudeamus omnes in Domino na chór mieszany (1966)
- Modlitwa o pokój [wersja I] na chór mieszany i organy (1968)
- Modlitwa o pokój [wersja II] na chór mieszany i orkiestrę (1969)
- Ofiara i chwała tryptyk o błogosławionym Maksymilianie Kolbe na baryton solo, chór mieszany i organy (1969)
- Symfonia nr 5 „Bohaterska” (1970)
- Msza ekumeniczna na chór mieszany, zespół kameralny i organy (1970)
- Symfonia nr 6 Pacem in terris na głos recytujący i orkiestrę (1973)
- Treny warszawskie na baryton solo, chór mieszany i orkiestrę symfoniczną (1974)
- Cztery preludia na chór mieszany * (1974)
- Oratorium o św. Franciszku z Asyżu na tenor solo, głos recytujący, chór mieszany, chór męski, chór chłopięcy i organy (1975)
- Krakowskie wesele na chór mieszany (1976)
- Symfonia nr 7 (1977)
- Pieśń marynarzy op. 114 na chór męski a cappella (1977)
- Ta chwila całego życia [wersja I] na chór mieszany (1978)
- Ta chwila całego życia [wersja II] na sopran, tenor, kwartet żeński i orkiestrę (1978)
- Międzynarodowy hymn pokoju na chór mieszany i fortepian (bas-baryton i chór chłopięcy ad libitum) (1980)
- Symfonia nr 8 (1980)

## Prace teoretyczne
- Edward Bury: Podstawy techniki dyrygowania. Kraków: PWM, 1963−65, s. 207 (łącznie). ISBN 978-83-224-0892-6.Sprawdź autora:1.
- Edward Bury: Technika czytania partytur. Kraków: PWM, 1985, s. 251 (łącznie). ISBN 83-224-0287-2.Sprawdź autora:1.

## Nagrody i odznaczenia
- Nagroda Artystyczna Ministra Obrony Narodowej za Symfonię nr 1 „Wolności” (1961)
- Srebrny Medal Pontyfikatu Papieża Pawła VI za Modlitwę o pokój na chór mieszany i organy (1968)
- Krzyż Kawalerski Orderu Odrodzenia Polski (1975)
- I nagroda na Ogólnopolskim Konkursie Kompozytorskim w Warszawie za Treny warszawskie na baryton solo, chór mieszany i orkiestrę symfoniczną (1975)
- Nagroda Specjalna Episkopatu Polski za Mszę ekumeniczną na chór mieszany, zespół kameralny i organy (1976)

Źródło:.